# Кизинчи
Кизинчи — река в России, протекает по Краснодарскому краю. Устье реки находится в 52 км по левому берегу реки Ходзь. Длина реки — 15 км, площадь водосборного бассейна — 52,7 км².
Название реки имеет тюркские корни — от ног. Къызыл — «красный» и словообразовательного суффикса «чн».
По данным государственного водного реестра России относится к Кубанскому бассейновому округу, водохозяйственный участок реки — Лаба от истока до впадения реки Чамлык. Речной бассейн реки — Кубань.
Код объекта в государственном водном реестре — 06020000712108100003618.

## Фотографии
- Пешеходный мостик через реку
- Пешеходный мостик через реку
- Мост через реку
- Мост через реку
- Русло реки
- Брод через реку
- Русло реки